# 크라스나야폴랴나

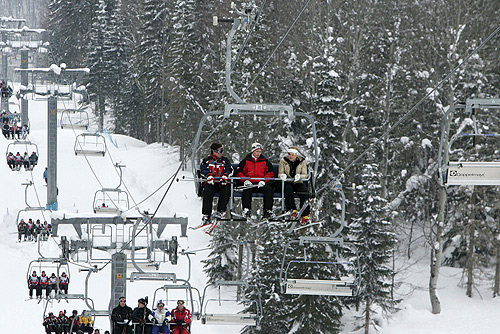
크라스나야폴랴나의 케이블카

크라스나야폴랴나(러시아어: Красная Поляна, 압하스어: Гәбаадәы, 아디게어: Ӏаткъуадж)는 러시아 크라스노다르 지방에 위치한 도시인 소치를 구성하는 구역 가운데 하나로 인구는 4,598명(2010년 기준)이다.
크라스나야폴랴나는 러시아어로 "붉은 공터"를 뜻한다. 캅카스산맥 서부에 위치한 휴양지로서 스키 리조트, 호텔, 음식점이 들어서 있다. 2014년 소치 동계 올림픽에서는 알파인 스키, 노르딕 스키 경기장으로 사용되었다.